# François-Henri Schneider
Jean-François-Henri Schneider (1851-1929/1930?), thường gọi tắt là François-Henri Schneider hoặc F.H. Schneider, là một chủ nhà in, nhà xuất bản và nhiếp ảnh gia người Pháp. Ông được xem là người có nhiều đóng góp quan trọng đối với nền xuất bản sơ khai ở xứ Đông Dương thuộc Pháp.

## Cuộc đời và sự nghiệp
Jean-François-Henri Schneider sinh ngày 1 tháng 12 năm 1851, là con trai của một người thợ nề người Pháp gốc Đức. Tuy nhiên, ông sớm chọn đi theo nghề in, và dù là một người gốc Đức, ông lại từng là một dân quân tình nguyện bảo vệ thủ đô Paris trong Cuộc vây hãm Paris năm 1870.
Tháng 8 năm 1882, Schneider đến Sài Gòn theo một hợp đồng 3 năm ký với chính quyền thuộc địa về việc xây dựng và phát triển ngành in ở Đông Dương. Ban đầu, ông làm việc tại Nhà in Chính phủ (Imprimerie du Gouvernement). Cuối năm 1883, ông cùng cơ sở nhà in được chính quyền thực dân chuyển ra Hà Nội để thành lập một nhà in mới Nhà in Bảo hộ (Imprimerie du Protectorat). Năm 1885, ông cùng với người anh em họ là Ernest Hippolyte Schneider và ông Louis Gallois, đứng ra mở ra nhà in tư nhân riêng tại Hà Nội, lấy tên là Nhà in Viễn Đông (Imprimerie d'Extrême-Orient, gọi tắt là IDEO). Đây là nhà in thương mại tư nhân đầu tiên ở Bắc Kỳ. Đây chính là một trong những nhà xuất bản đầu tiên cho ra mắt các sản phẩm bưu thiếp của Bắc Kỳ trong những năm 1885–1900.
Ban đầu, các thiết bị cần thiết cho việc in ấn của Nhà in Viễn Đông đều nhập từ Pháp để phục vụ cho nhu cầu của chính quyền thành phố Hà Nội. Một năm sau, Schneider mua lại toàn bộ cơ sở của Nhà in Bảo hộ với toàn bộ máy móc, cũng như phông chữ Hán, với mức giá khá hời thời bấy giờ 14.000 franc Pháp, cùng với nhiều điều kiện ưu đãi khác từ chính quyền thực dân, mà quan trọng nhất là được thầu toàn bộ việc in ấn giấy tờ và công báo của chính phủ, những công việc mà Nhà in Bảo hộ đảm nhiệm trước đây. Nhà in mới mở rộng này của ông mang tên Nhà in typo F.H. Schneider (Imprimerie typographique de F. H. Schneider).
Nhằm phục vụ cho nhu cầu giấy in, năm 1891, Schneider đã thành lập một nhà máy sản xuất giấy. 
Một trong những hoạt động tích cực của Schneider là lĩnh vực truyền bá Quốc ngữ. Ông duy trì rất quan hệ tốt với chính quyền thực dân cũng như với các học giả ngôn ngữ địa phương như Pierre-Gabriel Vallot, và Gustave Dumoutier, một thanh tra giáo dục người Pháp lai Việt (1850-1904).
Dưới thời của Toàn quyền Albert Sarraut, Schneider từng là một thành viên của Hội đồng thành phố Hà Nội, Phòng Thương mại thành phố, một vài ủy ban khác và là cố vấn các vấn đề ngoại thương. Năm 1893, ông tham gia trong ban tổ chức chịu trách nhiệm chuẩn bị cho Bắc Kì tham gia Triển lãm Quốc tế ở Lyon, và sau đó là Triển lãm Hà Nội 1902. Ông được chính phủ Pháp trao tặng Bắc Đẩu Bội tinh bậc Hiệp sĩ (Chevalier de la Légion d'honneur) năm 1903.
Ông cũng là biên tập viên, chủ bút của Công báo Đông Dương (Journal officiel de l’Indochine). Ông là người sáng lập Tạp chí Đông Dương (Revue Indochinoise), chủ bút của tờ báo Tương lai Bắc Kỳ (L'Avenir du Tonkin).